# Jabłonów (obwód tarnopolski)
Jabłonów (ukr. Яблунів) – wieś na Ukrainie w rejonie czortkowskim należącym do obwodu tarnopolskiego. Liczy 1910 mieszkańców.

## Historia
Jabłonów pierwszy raz wzmiankowano w 1414 roku, gdy król Władysław Jagiełło oddał wieś w dzierżawę Mikołajowi Ciecielskiemu.
W 1880 roku we wsi mieszkało 1329 grekokatolików, którzy mieli cerkiew parafialną na miejscu oraz 309 rzymskich katolików należących do parafii w Kopyczyńcach.
W okresie międzywojennym wieś należała do powiatu kopyczynieckiego w województwie tarnopolskim. W 1921 roku liczyła 2714 mieszkańców, w tym 1649 Ukraińców, 1044 Polaków i 20 Żydów. W 1931 roku liczba mieszkańców wzrosła do 3173.
W marcu 1944 roku bojówka OUN-B zabiła w Jabłonowie 45 Polaków. Mimo to w marcu 1945 roku Komitet Ziem Wschodnich wymieniał Jabłonów jako jedno z kilku skupisk Polaków w powiecie kopyczynieckim.
Do 2020 w rejonie husiatyńskim.

## Zabytki
- pałac z drugiej połowy XIX w. z parkiem. Pobyt Iwana Franki upamiętnia tablica na ścianie pałacu. W parku kilkusetletnie buki, dęby i topole, 200-letnia lipa[2].
- cerkiew pw. Zaśnięcia Bogarodzicy fundacji Florentyny Czartoryskiej-Cieńskiej z 1875 r[2].
- kościół pw. św. Elżbiety fundacji Florentyny Czartoryskiej-Cieńskiej z 1900 r., w czasach sowieckich zamknięty, obecnie zwrócony katolikom[2].
- kaplica grobowa właścicieli majątku[2]
- krzyż z 1848 roku wzniesiony na zniesienie pańszczyzny[2]

## Ludzie związani z Jabłonowem
- Tytus Dzieduszycki (1796–1870), polityk galicyjski
- Tadeusz Roman Tomaszewski (1894–1967), pułkownik dyplomowany artylerii Wojska Polskiego, kawaler Orderu Virtuti Militari